# Caleb Gattegno
Caleb Gattegno (Alejandría, 11 de noviembre de 1911 – París, 28 de julio de 1988) fue un educador, matemático y teórico de la enseñanza, reconocido por su papel en la renovación de la didáctica de la matemática y la enseñanza de lenguas en el siglo XX. Autor de propuestas pedagógicas que integraban materiales manipulativos, teoría del aprendizaje y economía del esfuerzo mental, contribuyó a popularizar las regletas de Cuisenaire, ideó el geoplano y desarrolló métodos como el método silencioso (The Silent Way) y Palabras en color. Además, elaboró materiales didácticos específicos para cada uno de estos enfoques y fue autor de más de 120 libros y de cientos de artículos centrados principalmente en la educación y el desarrollo humano. Su obra influyó en generaciones de docentes e inspiró investigaciones y prácticas en distintos países, y muchos de sus principios continúan presentes en enfoques contemporáneos de enseñanza centrados en el alumno y el aprendizaje activo.

## Biografía
Procedente de una familia sefardí, Gattegno estudió Física, Química y Matemáticas en la Universidad de Marsella, donde obtuvo sendas licenciaturas en 1931 y 1932. Posteriormente amplió estudios en la Universidad de Basilea, en la que se doctoró en Matemáticas en 1937. Durante su juventud trabajó como docente en el Lycée Français de Alejandría y organizó el Seminario de Matemáticas de la ciudad, un espacio pionero de enseñanza universitaria en la región.
Tras la Segunda Guerra Mundial se instaló en el Reino Unido y comenzó a colaborar con el Institute of Education de la Universidad de Londres. Desde esta institución promovió investigaciones y materiales para la enseñanza de las matemáticas, además de traducir al inglés obras fundamentales de Jean Piaget, como The Child’s Conception of Number (1952).
En 1952 fundó la Association for Teaching Aids in Mathematics, germen de la actual Association of Teachers of Mathematics, y puso en marcha su revista Mathematics Teaching. En 1954 estableció en Reading la Cuisenaire Company para editar y distribuir las regletas de Georges Cuisenaire y otros materiales asociados.
Durante las décadas de 1960 y 1970 alternó su residencia entre el Reino Unido y Estados Unidos, donde fundó en 1968 la editorial Educational Solutions Worldwide Inc. en Nueva York. Esta compañía se especializó en la producción de materiales para la alfabetización y la enseñanza de idiomas. Falleció en París en 1988.

## Influencia en países hispanohablantes
La labor de Gattegno tuvo eco en el mundo hispanohablante, especialmente a través de la Comisión Internacional para el Estudio y la Mejora de la Enseñanza de las Matemáticas (CIEAEM), en la que participó activamente desde los años cincuenta. Su impulso a las regletas de Cuisenaire y al geoplano se integró en programas educativos de España y América Latina, con aplicaciones en el aprendizaje de operaciones básicas, fracciones, geometría y resolución de problemas. Asimismo, sus propuestas de enseñanza visual y manipulativa fueron difundidas en congresos de didáctica y a través de publicaciones pedagógicas en español, consolidando su influencia en la formación del profesorado.

## Aportaciones
La idea que vertebra su obra es la «subordinación de la enseñanza al aprendizaje», un principio según el cual la acción del docente debe adaptarse a las necesidades y al proceso real de aprendizaje del alumnado. Gattegno sostenía que el objetivo central del profesor es provocar «actos de toma de conciencia» (*awareness*) que favorezcan la autonomía intelectual. En este marco conceptual introdujo el término *ogden* para designar la unidad de esfuerzo mental que se invierte en un aprendizaje que perdura.
En el ámbito de las matemáticas escolares, su trabajo se centró en la enseñanza visual y manipulativa. Difundió internacionalmente las regletas de Cuisenaire, publicando junto a su creador el libro Numbers in Colour (1954), e ideó el geoplano, una herramienta para explorar conceptos geométricos mediante una cuadrícula de clavijas y gomas elásticas.
En lectoescritura, creó el método Palabras en color, basado en un código de colores que asocia grafemas y fonemas para hacer visible la estructura del idioma y facilitar el aprendizaje de la lectura. En didáctica de lenguas extranjeras, desarrolló el método silencioso (The Silent Way), que fomenta el descubrimiento y la autoevaluación del alumno mediante el uso de materiales visuales y una intervención mínima por parte del profesor.

## Obras seleccionadas
- Teaching Foreign Languages in Schools: The Silent Way (1963)
- What We Owe Children: The Subordination of Teaching to Learning (1970)
- The Common Sense of Teaching Mathematics (1974)
- Numbers in Colour, con Georges Cuisenaire (1954)
- Traducción al inglés de The Child’s Conception of Number, de Jean Piaget (1952)